# The Yards
The Yards è un film del 2000 diretto da James Gray, con Joaquin Phoenix, Mark Wahlberg e James Caan, presentato in concorso Festival di Cannes dello stesso anno.

## Trama
Leo torna a casa dopo alcuni anni trascorsi in carcere per piccoli reati.
Cerca lavoro nella ditta di Frank, secondo marito di sua zia, ma si rifiuta di tornare a studiare. Preferisce seguire il coetaneo Willy, che lavora per Frank, e che gli offre un lavoro facile con il quale può guadagnare molti soldi in poco tempo.
Leo si trova così coinvolto in loschi traffici, legati alla corruzione nel mondo degli appalti per la metropolitana di New York e in un omicidio di cui viene accusato, pur non essendone l'autore. 
È pertanto costretto a nascondersi fino all'arresto del vero responsabile; successivamente denuncerà corrotti e corruttori durante una pubblica inchiesta.

## Produzione
Il film è basato su uno scandalo di corruzione accaduto realmente a metà degli anni ottanta che coinvolse il padre del regista. Il film è stato girato nel Queens, Elmhurst, Roosevelt Island, nel Bronx e nel New Jersey. Alcune scene sono state girate presso uno scalo merci abbandonato a Brooklyn.

## Distribuzione
Il film è uscito nelle sale statunitensi il 12 ottobre 2000 senza ottenere un grande successo, incassando 889.352 dollari negli Stati Uniti e in Canada, e 34.684 dollari in Australia. In Italia è stato presentato al Torino Film Festival 2005 e in seguito è stato distribuito direttamente per il mercato Home video.

## Riconoscimenti
- 2000 - National Board of Review Awards
  - Miglior attore non protagonista a Joaquin Phoenix
- 2000 - Festival di Cannes
  - Nomination Palma d'oro a James Gray
- 2001 - Broadcast Film Critics Association
  - Miglior attore non protagonista a Joaquin Phoenix